# Avicularia braunshauseni
Avicularia braunshauseni là một loài nhện trong họ Theraphosidae và thuộc chi Avicularia. Loài này phân bố ở Brasil. De spin wordt maximaal 6 cm groot en heeft een temperatuur nodig tussen 26 en 28 °C. Loài nhện này is vrij handelbaar, alhoewel ze soms venijnig uit de hoek kan komen.